# Margaret Archer
Pour les articles homonymes, voir Archer (homonymie).
Margaret Archer, né le 20 janvier 1943 et morte le 21 mai 2023, est une sociologue britannique, professeur de sociologie à l'université de Warwick depuis 1973.

## Biographie
Margaret Archer est l'un des théoriciens les plus influents dans la tradition du « réalisme critique ».
Au XIIe Congrès mondial de sociologie tenu à Madrid en 1990, elle est élue première présidente de l'Association sociologique internationale (ASA).
Elle est un des membres fondateurs de l'Académie pontificale des sciences sociales et de l'« Academy of Learned Societies in the Social Sciences ». Elle devient la seconde femmes à rejoindre la présidence de l’académie pontifical.
Elle est aussi administratrice du « Centre pour le réalisme critique ».
Margaret Archer meurt le 21 mai 2023 à l'âge de 80 ans.

## Publications
- (en) Margaret Archer, Culture and agency: the place of culture in social theory, Cambridge Univ. Press, 2004, 351 p. (ISBN 978-0-521-56441-0 et 978-0-521-56427-4)
- (en) Margaret Archer, Realist social theory: the morphogenetic approach, Cambridge Univ. Press, 2011, 354 p. (ISBN 978-0-521-48442-8)
- (en) Margaret Archer, Critical Realism, Environmental Learning and Social-Ecological Change, Taylor & Francis, 14 décembre 2015, 384 p. (ISBN 9781317338475)
- (en) Margaret Archer, Being human: the problem of agency, Cambridge Univ. Press, 2000 (ISBN 978-0-521-79564-7 et 978-0-521-79175-5)
- (en) Margaret Archer, Rational Choice Theory, Taylor & Francis, 3 avril 2013, 272 p. (ISBN 9781134546527)
- (en) Margaret Scotford Archer, Structure, agency and the internal conversation, Cambridge University Press, 2003 (ISBN 978-0-521-53597-7 et 978-0-521-82906-9)
- (en) Margaret Archer, Transcendence, Critical Realism and God, Taylor & Francis, 15 avril 2013, 192 p. (ISBN 9781134306718)